# Vataireopsis
Vataireopsis é um género botânico pertencente à família Fabaceae.
Pertence à subfamília Faboideae. Era tradicionalmente atribuída à tribo Dalbergieae, com base em morfologia floral; recentes análises de filogenética molecular colocaram Vataireopsis num clado informal, monodilético denominado "vataireoide".